# Révolution sucrière à la Jamaïque
La révolution sucrière à la Jamaïque, expression utilisée par l'historien Jean-Pierre Sainton, se déroule entre 1666 et 1712 dans la colonie anglaise éponyme, qui connait un quadruplement de la récolte de sucre entre 1697 et 1712 et devient l'un des principaux producteurs du monde, pour l'approvisionnement en sucre de l'Europe. Elle entraîne l'arrivée de très nombreux esclaves noirs qui sont contraints à travailler dans les plantations de sucre. Leur nombre passe de 500 environ en 1661 à 80 000 en 1712. Entre 1697 et 1773, l'île a multiplié par 18 la valeur de ses produits d'exportations, essentiellement du sucre et du rhum.

## Histoire

### L'arrivée des planteurs de la Barbade en 1664, avec 700 esclaves
La Jamaïque est devenue la principale base arrière pour les flibustiers, après que l'Angleterre l'ait prise en 1655 aux Espagnols. L'île accueille aussi d'anciens planteurs de tabac de la Barbade qui ont dû la quitter en raison de la flambée des prix des terres, pour se consacrer la flibuste. Elle est célèbre pour les exceptionnelles capacités de son port, réputé pouvoir accueillir un millier de navires en eaux profondes. Le roi Charles II crée en 1660 la Compagnie des aventuriers d'Afrique pour développer la traite négrière. Les planteurs de sucre de la Barbade réclament la possibilité de créer d'autres colonies royales ailleurs. Plusieurs s'installent dès 1664 dans la province de Caroline, menés par un ex-gouverneur de la Barbade. Un autre ex-gouverneur de la Barbade, Thomas Modyford, est chargé par le roi Charles II d'enseigner l'art de planter la canne à sucre aux flibustiers de la Jamaïque, où il s'installe avec 700 esclaves et devient gouverneur. Son rôle est aussi de les désarmer car ils génèrent une insécurité pour les Espagnols et les planteurs de sucre. Il est nommé directeur de la Compagnie des aventuriers d'Afrique, en l'honneur de laquelle est frappée une pièce d'or, la guinée. Son frère, le colonel James Modyford, l'accompagne. Mais les flibustiers craignent que les Espagnols ne volent leurs bateaux pour les empêcher de commercer avec les ports de la Nouvelle-Angleterre. En 1666, Thomas Modyford tente d'expliquer à Charles II, qu'un changement trop rapide de vocation de l'île risque d'indisposer les flibustiers et les pousser chez les Français de l'île de la Tortue et son gouverneur Bertrand d'Ogeron.

### L'arrivée des planteurs de sucre anglais du Surinam en 1667
La Deuxième guerre anglo-néerlandaise, qui se déroula de 1665 à 1667 après la victoire britannique dans la première voit la Hollande prendre la revanche et s'assurer la maîtrise des principales routes commerciales maritimes. La flotte néerlandaise est réorganisée par l'amiral Michiel de Ruyter, nommé au commandement suprême. Les Néerlandais lancent le raid sur la Medway en juin 1667, conclu par une victoire décisive, poussant les Anglais à signer le 31 juillet 1667 le traité de Breda. Ils conservent les territoires conquis entourant La Nouvelle-Amsterdam (Nouvelle-Néerlande), mais doivent céder les plantations sucrières du Suriname jugées plus rentables à l’époque par les Hollandais. Des Néerlandais avaient envahi la colonie le 27 février 1667, pendant la guerre, sous le commandement d’Abraham Crijnssen, avec l'aide d'esclaves marrons cachés dans la jungle, particulièrement nombreux dans la région, et rebaptisé Fort Willoughby Fort Zeelandia.
Le gouverneur de la Jamaïque Thomas Modyford encourage alors la venue de planteurs de Barbade et du Surinam avec leurs esclaves, qui vont jouer un rôle déterminant dans la révolution sucrière à la Jamaïque. Environ 1 200 autres colons anglais sont alors appelés par Thomas Modyford en Jamaïque pour développer le sucre et ils arriveront en 1670, puis par vagues progressives. Dans un premier temps, l'île se consacre surtout à la culture du cacao. Il y a aussi des plantations de café que le gouvernement anglais décide de protéger en créant une taxe sur les cafés provenant d'autres origines, de six cents par quintal. En 1670, la Jamaïque ne produit que 760 tonnes de sucre sur 57 plantations. C'est dans les trois années qui suivent que le sucre jamaïcain prend son essor.

### Le rapprochement avec l'Espagne en 1670
En 1670, Le Traité de Madrid voit l'Espagne reconnaitre à l'Angleterre la possession de la Jamaïque, afin d'occuper les flibustiers jamaïcains à se concentrer sur la guerre contre la Hollande, principal ennemi de l'Espagne. Dès 1671, la Jamaïque, qui ne comptait que 500 esclaves en 1661, en importe plus d'un millier par an, afin de développer la culture du sucre. Ce sera 8000 par an à partir de 1680.
Le 18 janvier 1671, le chef pirate Henry Morgan, qui est un ancien engagé volontaire de la Barbade, prend le risque de compromettre le rapprochement avec l'Espagne, en organisant le sac de Panama à la tête de 2000 flibustiers. Le gouverneur Thomas Modyford est alors accusé d'avoir trop toléré la flibuste. Londres nomme en 1671 un nouveau gouverneur: Thomas Lynch, planteur de sucre, négociant en esclaves et vétéran des guerres jacobites contre le parlement dans les années 1650. Morgan est arrêté puis libéré. Proche d'un des oncles du roi, il reçoit des terres et 126 esclaves, à condition de devenir planteur et de renier son passé de flibustier. Nommé ensuite gouverneur de la Jamaïque, il a pour mission de réduire leur activité. Il intentera même un procès en diffamation à Alexandre-Olivier Exquemelin l'un d'entre eux, qui a évoqué son passé de flibustier dans un livre.

### La création de la Compagnie royale d'Afrique en 1672
La Compagnie royale d'Afrique est créée en 1672 pour succéder à la Compagnie des aventuriers d'Afrique et bâtir des forts sur le littoral de l'Afrique de l'Ouest: entre 1672 et 1713, en quarante ans, elle y embarque 125 000 esclaves dont 25 000 décèdent lors de la traversée. Malgré ces pertes, sa rentabilité est estimée à 12 % par an. La moitié des déportations de ces trente années s'est faite en huit ans, de 1680 à 1688, pendant lesquels la Compagnie royale d'Afrique a prélevé 61 000 personnes sur les côtes d'Afrique, à bord de 194 navires. Mais 23,8 % des captifs sont morts au cours de la traversée
La population de la Jamaïque affiche alors la plus forte croissance au monde. La Couronne britannique, craignant les révoltes, incite aussi les capitaines de navires à faire venir dans l'île des blancs, dès 1682, en leur accordant une gratification de 168 livres pour ceux venant d'Angleterre, 135 livres pour les Irlandais et 78 livres pour ceux venant d'Amérique. La Jamaïque compte 40 000 esclaves en 1700, pas plus que la Barbade, 20 000 autres étant répartis entre les îles anglaises de Saint-Vincent et Montserrat.

### Les trois coups durs années 1690
La décennie 1680 et ses conflits militaires marque un premier ralentissement, et même un recul de la Barbade: en 1691, la Jamaïque expédie 7 099 tonnes de sucre en Angleterre contre 5 000 en 1680, rattrapant
pratiquement la Barbade. En 1698, la Barbade est à 15 000 tonnes. La révolution sucrière à la Jamaïque est ensuite confrontée dans les années 1690 à trois coups durs successifs, un terrible séisme qui détruit les sucreries autour de Port Royal en 1692, le 7 juin, peu avant midi. Lors de la troisième secousse, un éboulement sous-marin entraîne sous les flots le port, réputé pouvoir accueillir un millier de navires en eau profonde, et le centre-ville. Les Anglais reconstruisent et réorganisent le dispositif militaire de la baie. Puis c'est l'Expédition de la Jamaïque, organisée en 1694 par le gouverneur de Saint-Domingue Jean-Baptiste du Casse, directeur de la Compagnie du Sénégal, en pleine guerre de la Ligue d'Augsbourg, à la tête d'une flotte de 22 vaisseaux et 1 500 hommes partis de Nantes. Ils brûlent des centaines de maisons et s'emparent de 1 300 esclaves qu'ils envoient à Petit-Goâve. La paix de 1697 avec les Anglais et les Espagnols, qui reconnaissent alors officiellement la possession française de la moitié ouest de Saint-Domingue permet ensuite un apaisement notable.
Le troisième coup dur est plus étalé dans le temps, c'est la lourde fiscalité sur le sucre votée par le parlement issu de la révolution financière britannique, qui veut par cette voie financer les investissements massifs dans la Royal Navy. Les impôts explosent: de 3 % à 9 % du PIB britannique entre 1688 et 1713, l'année où le traité d'Utrecht consacre l'Angleterre comme la première puissance maritime mondiale. Le parlement créa en 1696 un « Bureau des plantations » et en 1699 une « Société pour la propagation des connaissances chrétiennes », dans les colonies. Les taxes sur les sucres raffinés veulent éviter le renforcement des pouvoirs jacobites aux Antilles. La procédure du Writ of Assistance, créée sous Cromwell, qui légalise les perquisitions, les facilitent mais provoquent la colère des planteurs. Au même moment, le sucre des îles françaises entre dans le port de Dunkerque quasiment net de taxes. En 1698 puis en 1705 de nouvelles taxes sur le sucre sont ajoutées aux précédentes.

### Nouvelle vague de taxation au début duXVIIIesiècle
En 1705, le sucre roux est taxé à 342 %, un niveau jugé prohibitif. Le résultat est une stagnation des importations anglaises de sucre entre 1699 et 1713, à 44 milliers de tonnes, contre 438,3 milliers de tonnes, au détriment de la Barbade, alors qu'elles explosent en France. Le sucre de Jamaïque est alors exporté en contrebande, se privant de la puissance commerciale des ports de Bristol et Londres, plaques tournantes de la réexportation.
Un corps professionnel de douaniers, la Commission of customs and excise est institué et dirigé par secrétaire à la Guerre Sir William Blathwayt (1649-1717). Il regroupe 5947 douaniers et contrôleurs fiscaux dès 1717, selon l'historien Robin Blackburn.
Cette fiscalité élevée dope l'importation de sucre des îles françaises en contrebande, sous forme de mélasse. Les distilleries de Massachusetts importent par exemple 156 000 gallons de mélasse des Antilles britanniques en 1688, montant divisé par deux (à 72 000 gallons) en 1716, année où le Massachusetts importe au contraire 105 000 galons de mélasse des Antilles françaises. En échange, des stocks de poisson séchés sont apportés en Jamaïque pour nourrir les esclaves arrivés en masse au cours de cette période.

### Le ralentissement des années 1730
La colonie anglaise connait un quadruplement de la récolte de sucre entre 1697 et 1712 et devient l'un des principaux producteurs du monde, pour l'approvisionnement en sucre de l'Europe.
Les exportations vont ensuite connaitre un plafonnement pendant une vingtaine d'années à partir des années 1730. Le Sugar and Molasses Act de 1733 taxe le sucre anglais, même s'il cible aussi la concurrence du sucre de Saint-Domingue, qui approvisionne les distilleries de rhum de la Nouvelle-Angleterre, selon l'historien Fernand Braudel.

## Sources
- The Sugar Revolution, MacMillan Crribean